# 秩父御岳山
御岳山（おんたけさん）は、埼玉県秩父市と秩父郡小鹿野町との境界にある山である。秩父御岳山とも呼ばれる。御嶽山と表記されることもある。

## 概要
奥秩父山塊の山で、標高1,080.4 m。木曽御嶽山の王滝口を開いた普寛上人が開山した。普寛上人は、国道140号沿いの道の駅大滝温泉（大滝温泉遊湯館）のすぐ近く、落合が生誕の地である。落合登山口の近くにある普寛神社（御嶽普寛神社）には普寛上人が祀られており、頂上には普寛神社奥宮の小さな祠がある。
登山口は、贄川（町分）、強石、落合などがある。最寄り駅は、秩父鉄道三峰口駅である。

## 関連画像

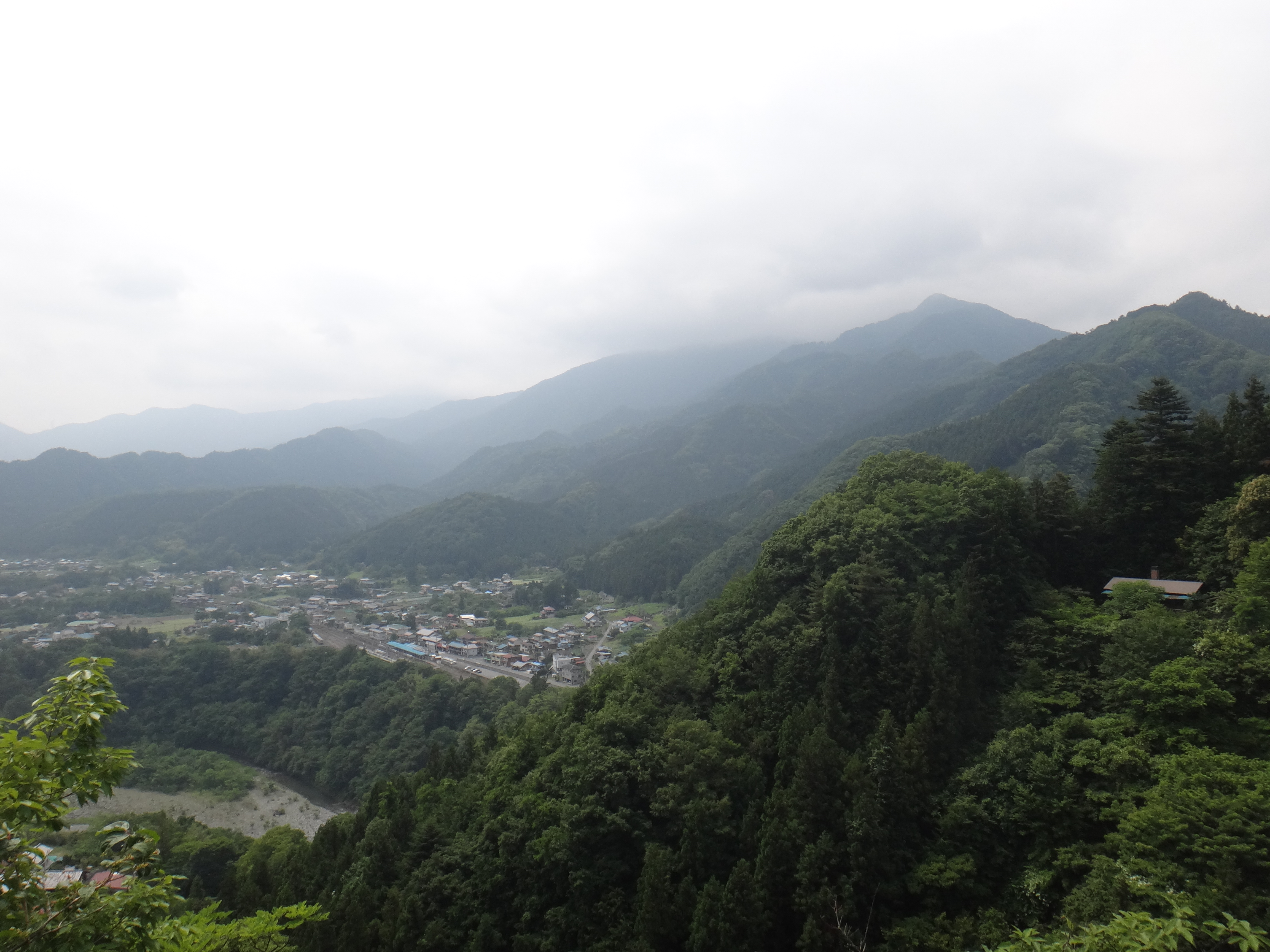
秩父御嶽山（贄川）からの熊倉山と三峰口駅
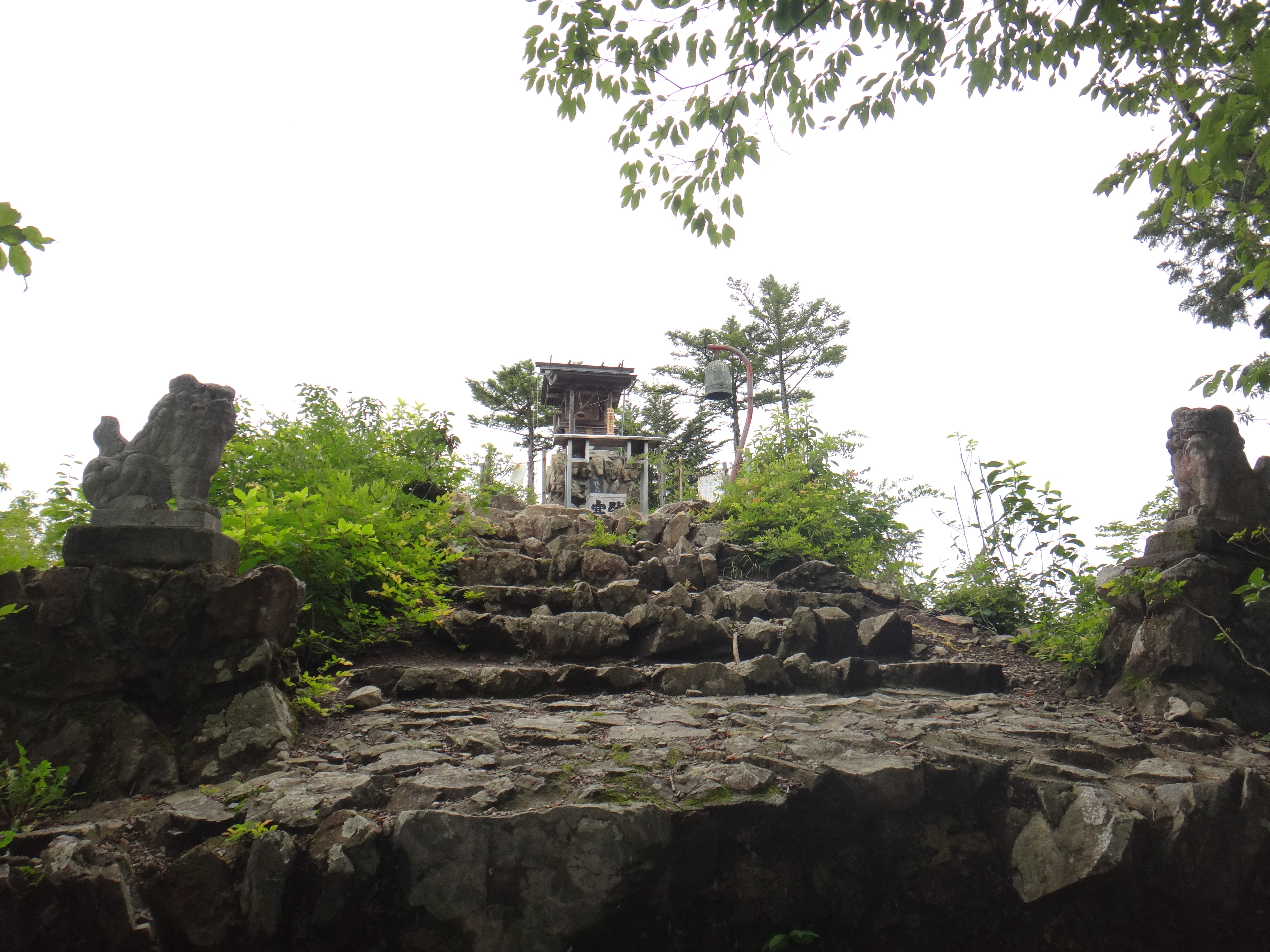
御岳山山頂の祠
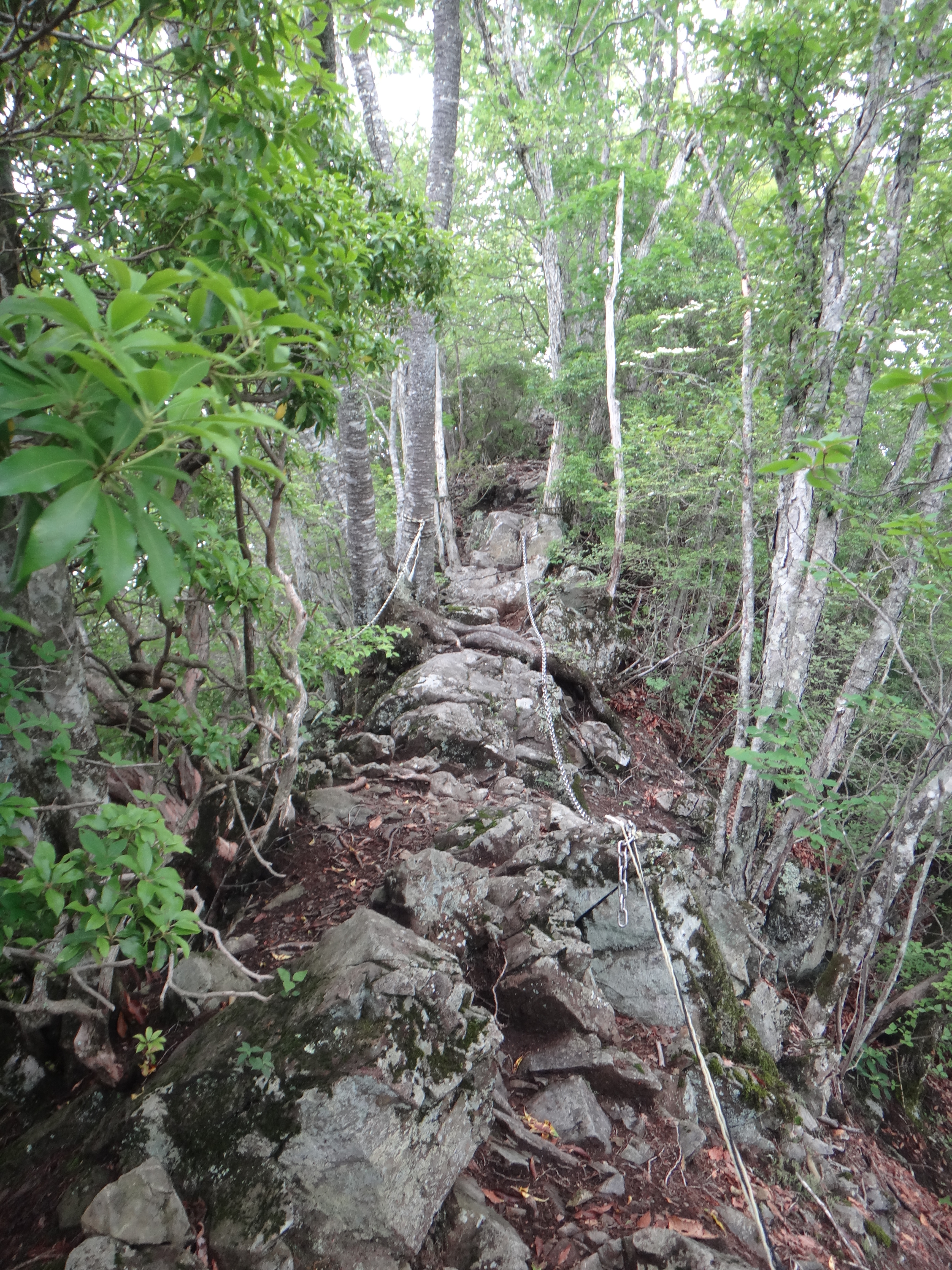
秩父御岳山直下の長い鎖場（落合方面）
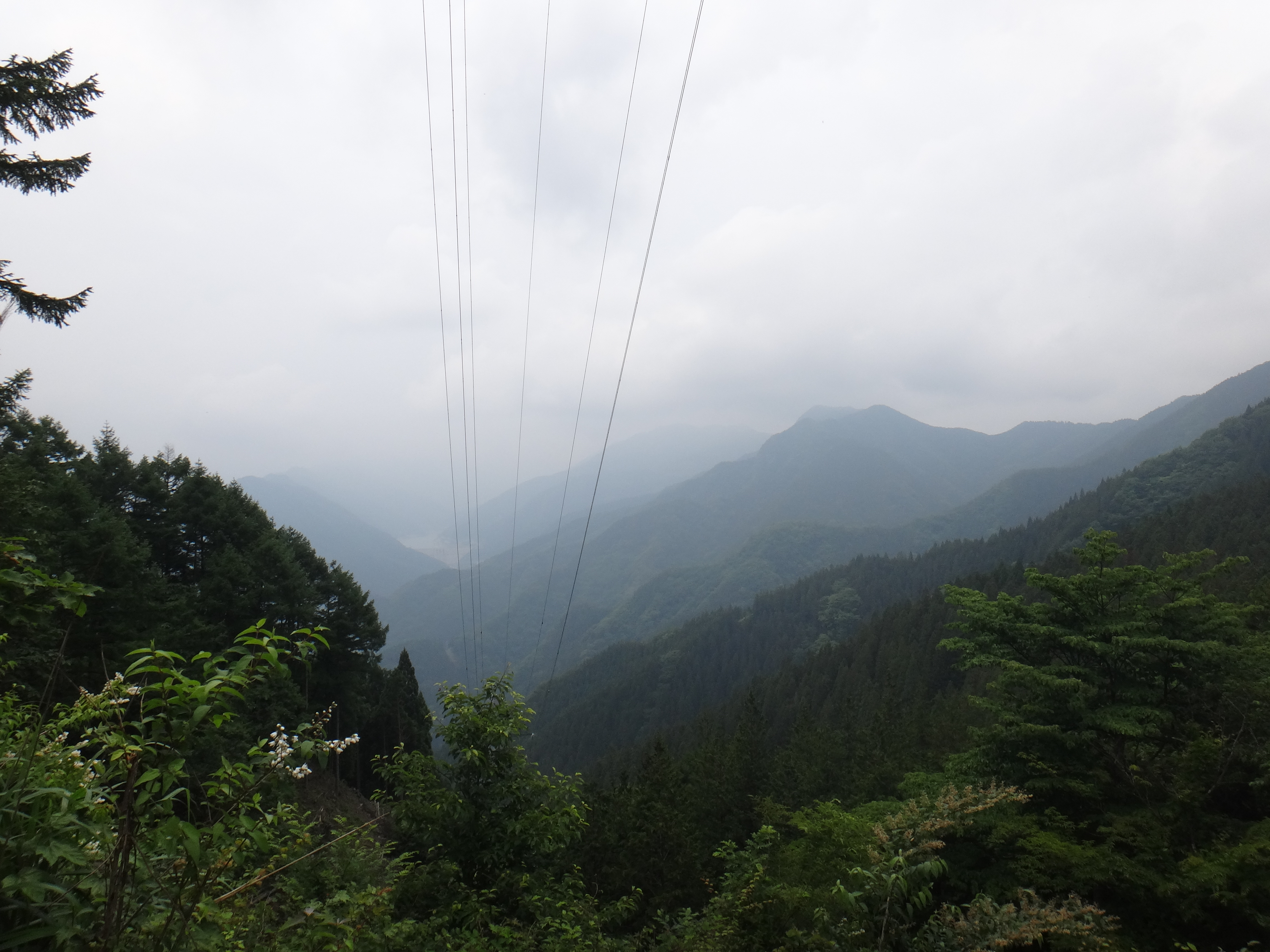
落合方面からの滝沢ダム（奥秩父もみじ湖）
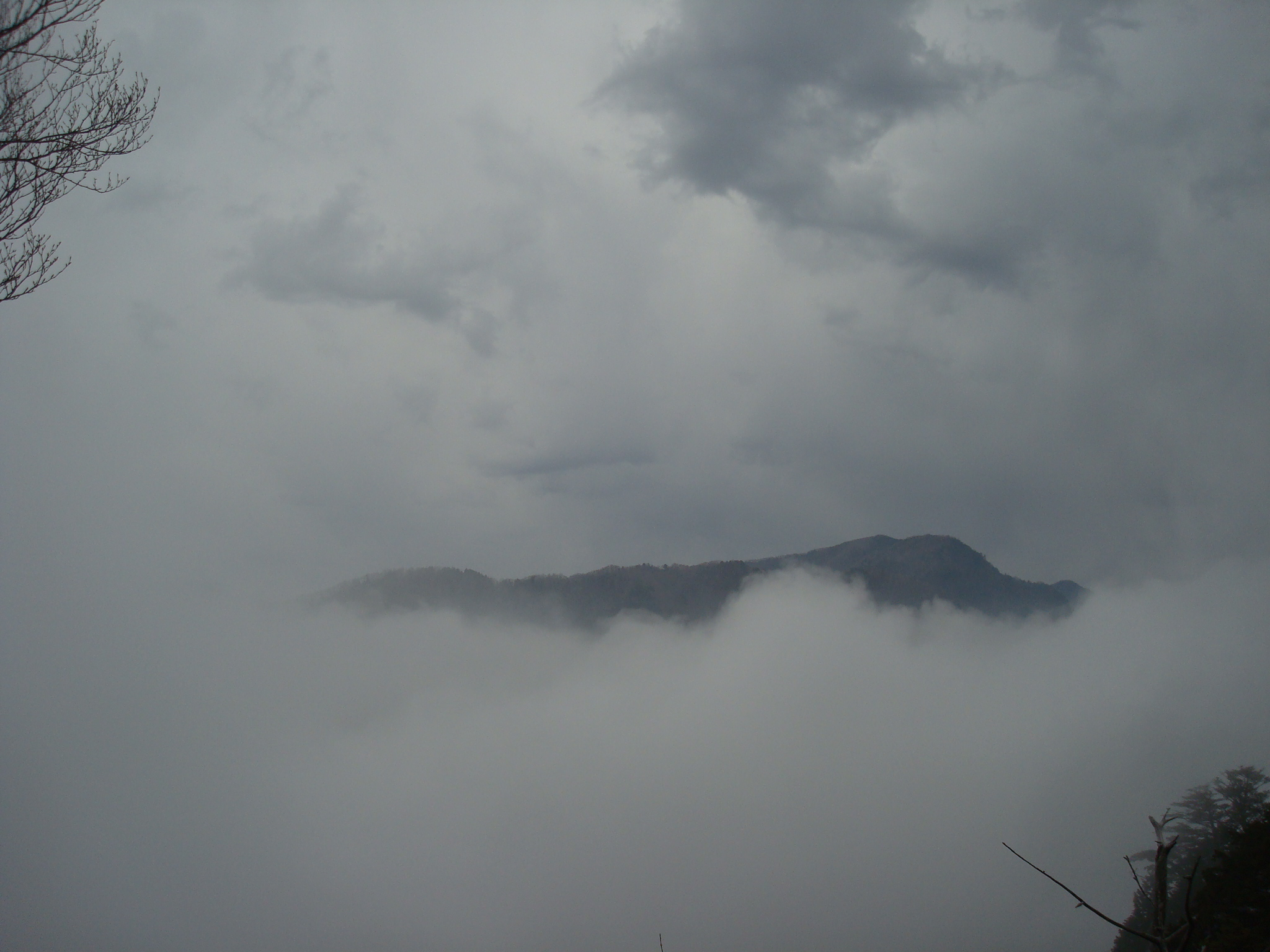
妙法ヶ岳からの秩父御岳山
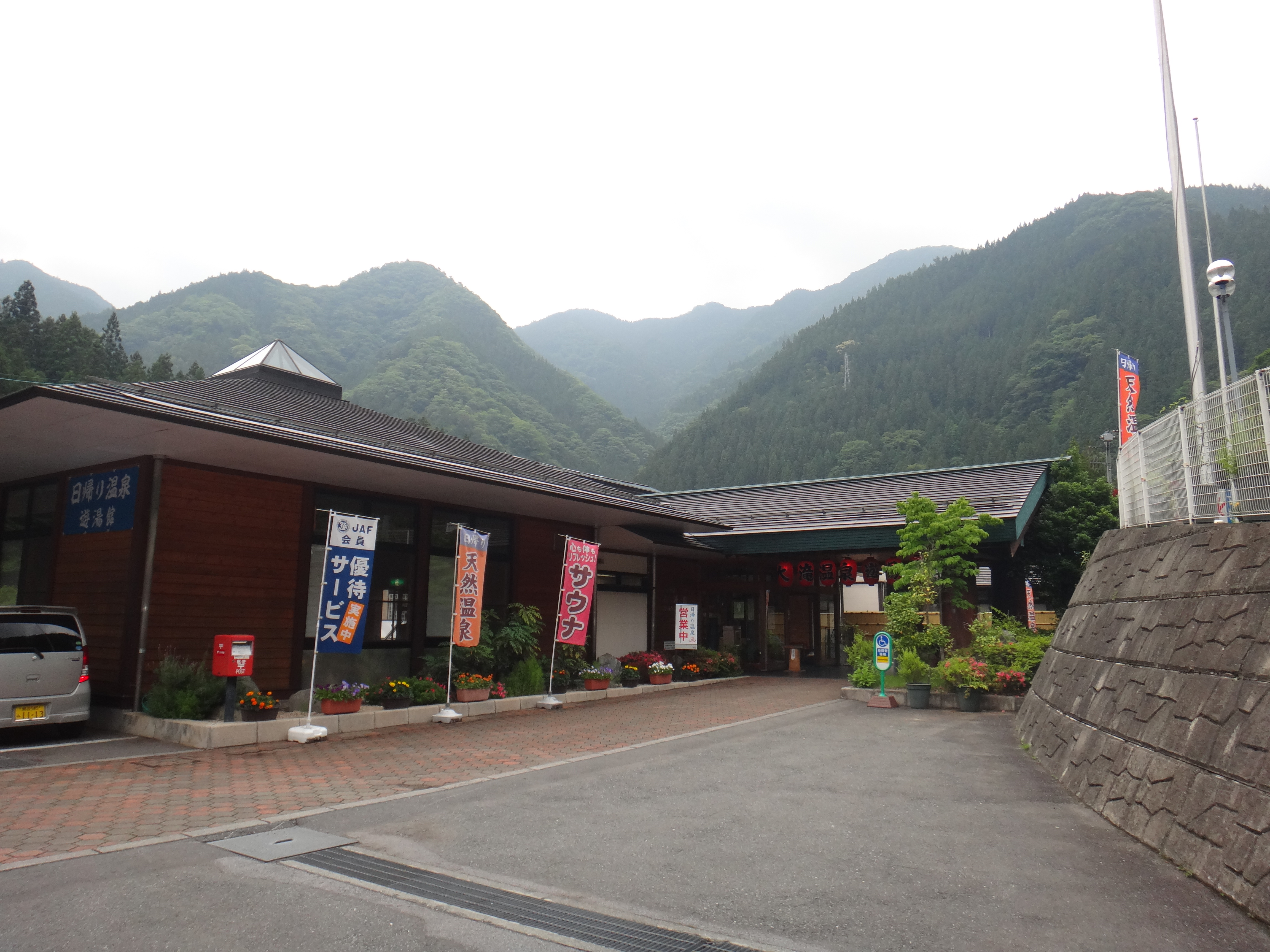
道の駅大滝温泉

## 隣接する山
- 猪狩山
- 白井指

## 付近の見所
- 大滝温泉 - 1992年開削。ナトリウム・塩化物泉。三峰神の湯。